# 桜色 (竹井詩織里の曲)
「桜色」（さくらいろ）は、竹井詩織里の6枚目のシングル。CDコードはGZCA-4063。

## 概要
前作「世界 止めて」に続くアニメタイアップソング。発売月の有線放送問い合わせチャートでも上位にランクインするほどであったが、セールスは前作より落ちこんだ。また、久々のAZUKI七作詞提供作品でもある。PVでは竹井がプジョー・206のステアリングを握っていることでも話題になった。
なお、作品の発売は2月初旬であったが、アルバム『Diary』の位置付けでは3月をテーマにした曲である。
カップリング曲「或る日の朝に」は竹井の初の作曲作品である。

## 批評
音楽情報サイトのCD Jornalでは、春をイメージさせる曲を優しい歌声で歌っていると評している。

## 収録曲
1. 桜色
  - 作詞：AZUKI七／作曲：桂花／編曲：小林哲
  - テレビ東京系アニメ『メルヘヴン』エンディングテーマ
2. 残像
  - 作詞：竹井詩織里／作曲：今井万紀／編曲：小林哲
3. 或る日の朝に
  - 作詞・作曲：竹井詩織里／編曲：小林哲
4. 桜色（less vocal）

## 収録アルバム
- Diary
- メルヘヴン THEME SONG BEST
- 竹井詩織里 ベスト